# Джалгаспаев, Смагул
Смагул Джалгаспаев (каз. Смағұл Жалғасбаев; род. 1925 год, село Кияр) — оператор по добыче нефти и газа нефтегазодобывающего управления «Узеннефть» объединения «Мангышлакнефть» Министерства нефтяной промышленности СССР, Мангышлакская область, Казахская ССР. Герой Социалистического Труда (1973). Заслуженный нефтяник Казахской ССР (1966). Член КПСС с 1953 года.

## Биография
Родился в 1925 году в крестьянской семье в селе Кияр (сегодня — Атырауская область).
В 1942 году окончил школу ФЗО в посёлке Доссор. С 1966 по 1980 года — оператор по добыче нефти и газа управления «Узеннефть» объединения «Мангышлакнефть».
Досрочно за два года выполнил производственные задания Девятой пятилетки (1971—1975) и свои личные социалистические обязательства по добыче нефти. Указом Президиума Верховного Совета СССР от 30 декабря 1973 удостоен звания Героя Социалистического Труда с вручением ордена Ленина и золотой медали «Серп и Молот».
В 1980 году вышел на пенсию. С 1981 года — персональный пенсионер союзного значения.